# Tasos Giannitsis
Anastasios „Tasos“ Giannitsis (griechisch Τάσος Γιαννίτσης, * 1944 in Athen) ist ein griechischer Wirtschaftswissenschaftler. Er war vom 11. November 2011 bis zum 17. Mai 2012 griechischer Innenminister.
Giannitsis besuchte die Deutsche Schule Athen und studierte Rechtswissenschaft und Volkswirtschaftslehre an der Universität Athen und promovierte in Wirtschaftswissenschaften an der Freien Universität Berlin (1969–1974). Seit 1975 ist er Professor an der Universität Athen für Wirtschaftswissenschaften.
Er hat zahlreiche Veröffentlichungen in griechischen und ausländischen Zeitschriften und Publikationen zu Fragen der griechischen Wirtschaft, Entwicklung, internationaler Investitionen, der Globalisierung, Ökonomie der Technologie-, Industrie- und Technologiepolitik, des Bankensystems, der Europäischen Integration, der Wirtschafts- und Währungsunion verfasst.
Giannitsis beriet verschiedene Organisationen und war Mitglied und Präsident der Verwaltungsräte von Banken und öffentlichen Institutionen, Vorsitzender des Rates wirtschaftlicher Berater in der Übergangsregierung Zolotas (1989–90), Mitglied des Economic Committee der OECD (1993–2000) und Wirtschaftsberater des Ministerpräsidenten Konstantinos Simitis von 1994 bis 2000. In dessen Kabinett war er Minister für Arbeit, soziale Sicherheit (2000–2001), stellvertretender Außenminister (2001–2004) und im Frühjahr 2004 Außenminister. Mit der von ihm angepackten Rentenreform scheiterte er. Giannitsis gehört der sozialdemokratischen PASOK an.
Bei der Präsidentschaftswahl in Griechenland 2025 war er der Kandidat seiner Partei, unterlag jedoch dem konservativen Kandidaten Konstantinos Tasoulas.
Seit Dezember 2009 ist Giannitsis Präsident der griechischen Erdölgesellschaft Hellenic Petroleum SA.